# Arudj Barberousse
Pour les articles homonymes, voir Barberousse.
Arudj Reïs (en turc : Oruç Reis, en arabe : بابا عرّوج) dit Baba-Oruç (turc : baba, père prononcé baba-oroutch), qui par déformation donna Barberousse (v. 1474, Lesbos - mai 1518, Tlemcen), est un corsaire renommé, proclamé sultan d'Alger après ses faits d'arme contre les Castillans et considéré comme le fondateur de  la régence d'Alger. Il acquit le surnom de Baba Arudj (père Arudj) après avoir transporté les réfugiés musulmans d'Espagne vers l'Afrique du Nord. Il est mort en défendant Tlemcen contre les Espagnols en 1518.

## Biographie

### Origine et famille
Il naquit à Mola, un hameau de la pointe septentrionale de l'île de Mytilène, actuellement Lesbos,,,,,,. Sa mère Katarina était initialement chrétienne, d'origine grecque ; son père Yakup Ağa, potier de Mytilène, était un ancien sipahi ottoman d'origine turque,,,, ou albanaise,,.

### Enfance
Yakup et Katarina eurent deux filles et quatre fils : Ishak, Arudj, Hızır (Khayr ad-Din) et Ilyas. Yakup s'établit comme potier et acheta un bateau pour transporter ses produits. Les quatre enfants aidaient dans le commerce familial. Arudj a commencé en travaillant sur le bateau, tandis que Khayr ad-Din travaillait dans la poterie.
Pendant quelques années, Arudj ravagea les côtes italiennes, et ne tarda pas à se faire un nom parmi les corsaires.
Plus tard, Arudj fut rejoint par ses frères Khayr ad-Din et Ilyas dans le commerce maritime et Ishak, l'aîné, resta à Mytilène pour gérer les affaires financières du commerce familial. Ils se firent au passage musulmans (en se convertissant à l'islam). Les trois frères travaillèrent comme matelots, puis comme corsaires contractuels[réf. nécessaire]. Arudj et Ilyas opéraient dans la région comprenant l'Anatolie, la Syrie et l’Égypte et Khayr ad-Din opérait dans la mer Égée en basant ses opérations en Thessalonique.
Arudj se distingua comme commandant maritime pendant les premières années de sa carrière et apprit à parler italien, espagnol, français, grec et arabe. Lors de son retour d'une expédition commerciale à Tripoli au Liban, Arudj et Ilyas furent attaqués par une galiote des chevaliers de l'ordre de Saint-Jean de Jérusalem de Rhodes. Ilyas fut tué, Arudj blessé et le bateau de leur père capturé. Arudj fut pris comme prisonnier et détenu dans la citadelle de Bodrum pendant près de trois ans. Son frère Khayr ad-Din finit par connaître l'endroit de l'emprisonnement de Arudj et l'aida à s'échapper[réf. nécessaire].

## Corsaire
Arudj partit à Antalya et le gouverneur ottoman de la ville, Shehzade Korkud, lui octroya 18 galiotes. Il fut chargé de combattre les Hospitaliers de l'ordre de Saint-Jean de Jérusalem qui infligeaient des dommages sérieux à la marine marchande ottomane. Plus tard, quand Shehzade Korkud devint gouverneur de Manisa, il octroya à Arudj une plus grande flotte de 24 galiotes au port d'Izmir et le chargea de participer à l'expédition navale ottomane de Puglia en Italie, où Arudj bombarda plusieurs forts côtiers et captura deux vaisseaux. Sur le chemin de retour vers Lesbos, il captura trois galiotes et un vaisseau à Eubée. Arrivé à Mytilène, il découvrit que Shehzade Korkud, frère du nouveau sultan ottoman, s'était enfui en Égypte pour échapper aux disputes de succession. Craignant des représailles à cause de son association connue avec le prince ottoman exilé, Arudj navigua vers l’Égypte où il rencontra Shehzade Korkud au Caire et parvint à obtenir audience auprès du sultan mamelouk Al-Achraf Qânsûh Al-Ghûrî. Ce dernier lui donna un autre vaisseau et le chargea d'attaquer les côtes d'Italie et les îles méditerranéennes sous contrôle chrétien. Après avoir passé l'hiver au Caire, Arudj prit les voiles depuis Alexandrie et opéra le long des côtes de Ligurie et de Sicile.
En 1503, Arudj parvint à s'emparer de trois vaisseaux et fit de l'île de Djerba sa nouvelle base, déplaçant ainsi ses opérations vers l'Est de la Méditerranée. Il fut par la suite joint par son frère Khayr ad-Din à Djerba. En 1504, les deux frères demandèrent la permission au sultan de Tunisie, Abou Abdoullah Mohammed V de la dynastie des Hafsides, d'utiliser le port stratégique de La Goulette pour leurs opérations. Ils obtinrent permission sous condition de laisser un tiers de leur butin au sultan. Aux commandes de petites galiotes, Arudj captura deux galiotes de taille supérieure appartenant au Pape près de l'île d'Elbe. Plus tard, les deux frères capturèrent un vaisseau de guerre sicilien, le Cavalleria, avec 380 soldats et 60 chevaliers espagnols d'Aragon à bord, qui étaient en transit entre Espagne et Naples. En 1505, Arudj et Khayr ad-Din attaquèrent les côtes de Calabre. Leurs exploits les rendirent célèbres et ils furent rejoints par d'autres corsaires musulmans connus, tels que Kurtoğlu (Curtogoli). En 1508, ils attaquèrent les côtes de Ligurie, notamment Diano Marina,.
En 1509, Ishak quitta à son tour Mytilène pour rejoindre ses frères à la Goulette. L'aura d'Arudj s'élargit lorsqu'entre 1504 et 1510 il transporta des milliers de rescapés musulmans de l'Espagne chrétienne vers l'Afrique du nord. Ses efforts pour aider les musulmans fuyant l'Inquisition en Espagne en les transportant en Afrique du Nord lui ont valu le surnom honorifique Baba Arudj (père Arudj) qui par similitude phonétique évolua en Espagne, en Italie et en France en Barbarossa[réf. nécessaire].
En 1510, les trois frères attaquèrent le cap de Passero en Sicile et repoussèrent une attaque espagnole à Béjaïa, Oran et Alger en Algérie. En août 1511, ils attaquèrent les régions autour de Reggio de Calabre dans le sud de l'Italie. En août 1512, le roi en exil de Béjaïa demanda aux frères de repousser les Espagnols, et pendant le siège de Béjaïa, Arudj perdit son bras gauche. Cet incident lui valut le surnom Gümüş Kol (bras d'argent en turc), en référence à la prothèse en argent qu'il utilisa pour remplacer son bras. Dans la même année, les frères attaquèrent les côtes d'Andalousie en Espagne, capturant une galiote de la famille Lomellini de Gênes qui possédait l'île de Tabarka située dans ces eaux. Ils accostèrent par la suite à Minorque et capturèrent un fort côtier, puis continuèrent vers la Ligurie et capturèrent quatre galiotes génoises près de Gênes. Cette dernière envoya une flotte pour libérer leurs bateaux, que les frères capturèrent à leur tour. Après avoir capturé au total 23 bateaux en moins d'un mois, les frères rentrèrent à la Goulette.
À la Goulette, ils firent construire trois galiotes de plus et une usine de production de poudre. En 1513, ils capturèrent quatre vaisseaux anglais en route pour la France, attaquèrent Valence où ils capturèrent quatre vaisseaux et partirent pour Alicante, capturant une galiote espagnole près de Malaga. En 1513 et 1514, les trois frères engagèrent le combat avec des escadrons espagnols à diverses occasions et transférèrent leur base à Djijelli (Jijel) à l'Est d'Alger. En 1514, armé de douze galiotes et de 1000 soldats turcs, ils détruisirent deux forteresses espagnoles à Béjaïa, puis quand une flotte espagnole sous la commande de Miguel de Gurrea, vice-roi de Mallorque arriva en renfort, les frères naviguèrent vers Ceuta au Maroc actuel et l'attaquèrent avant de reprendre Jijel en Algérie, qui avait été prise par Gênes. Ils reprirent par la suite Mahdia en Tunisie actuelle. Ils attaquèrent ensuite les côtes de Sicile, Sardaigne, les îles Baléares et l'Espagne, capturant trois grands vaisseaux dans la dernière. En 1515, ils capturèrent plusieurs galions, une galiote et trois barques à Majorque. Durant 1515, Arudj envoya des cadeaux précieux au sultan ottoman Sélim Ier qui, en retour, lui envoya deux galiotes et deux épées ornées de diamants. En 1516, joint par Kurtoğlu, les frères assiégèrent le fort d'Elbe, avant de repartir une fois de plus vers la Ligurie et d'y capturer douze vaisseaux et d'endommager 28 autres.

### Sultan d'Alger
En 1516, les trois frères parvinrent à libérer Jijel et Alger des Espagnols et prirent le contrôle des villes et des régions environnantes, forçant ainsi l'ancien sultan zianide Abou Hammou Moussa III à fuir. Les Espagnols se réfugièrent à l'île de Peñón près d'Alger et demandèrent renfort auprès de l'empereur Charles Quint d'Espagne, mais la flotte espagnole de renfort ne parvint pas à déloger Arudj et ses frères d'Alger.
Les Algérois font un accueil triomphal à Arudj. Il se proclama sultan d'Alger après avoir assassiné l'émir Salim at-Taoumi, qui intriguait avec les Espagnols pour chasser les corsaires, et consolida son territoire en s'étendant à Miliana, Médéa et Ténès. Il devint connu pour sa méthode innovante pour le transport terrestre par voile des canons en Afrique du nord.[réf. nécessaire] En 1517, les frères attaquèrent Capo Limiti et plus tard l'île de Capo Rizzuto en Calabre.

### Affrontements finaux et mort d'Arudj et d'Ishak
Les Espagnols ordonnèrent à Abou Zayan, le roi de Tlemcen et d'Oran qu'ils avaient nommé, d'attaquer Arudj par voie terrestre. Arudj eut connaissance du plan et décida d'attaquer préventivement Tlemcen. Il parvint à prendre le contrôle de la ville et fit exécuter Abou Zayan en 1517. Le seul survivant de la dynastie zianide fut Sheikh Bouhammoud, qui s'enfuit à Oran et demanda assistance aux Espagnols. En mai 1518, l'empereur Charles Quint arriva à Oran et fut reçu par Sheikh Bouhammoud et le gouverneur espagnol de la ville, Diego de Córdoba, marquis de Comares, qui à la tête de 10 000 soldats espagnols et de milliers de soldats locaux, marcha vers Tlemcen. Arudj et son frère Ishak se préparèrent avec 1 500 soldats turcs et 5 000 soldats arabes et berbères. Ils défendirent Tlemcen pendant six mois lors de la bataille de Tlemcen, mais furent finalement tués sur le champ de bataille. Khayr ad-Din Barberousse, le dernier des frères, hérita de la place de son aîné, de son surnom (Barbarossa) et de sa mission,.

## Postérité
Deux sous-marins de la marine turque ont été nommés après Arudj : le TCG Oruç Reis (HMS P611, 1940) et le TCG Oruçreis (S-337, 1971)[réf. nécessaire].

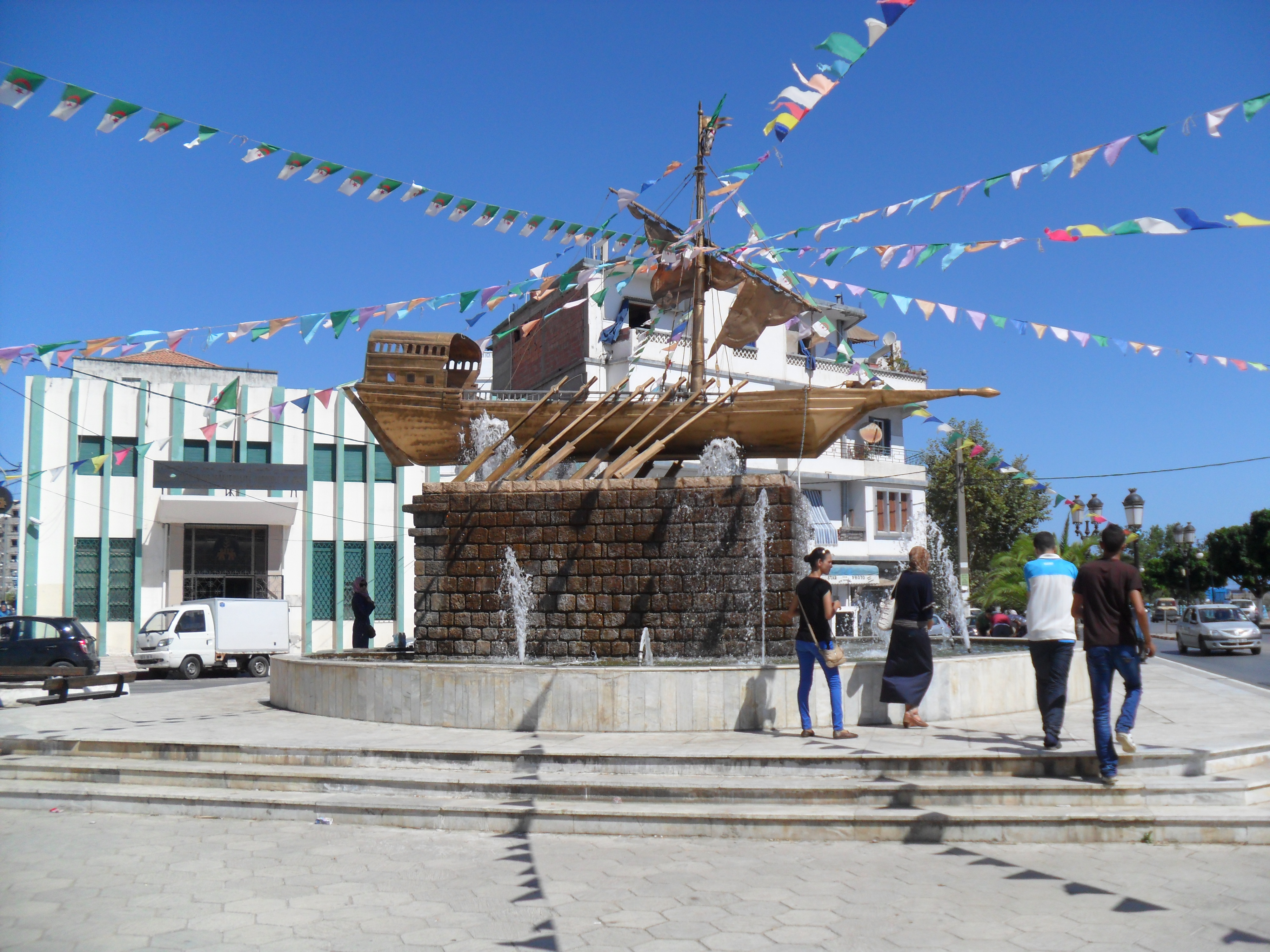
Reproduction du bateau de Barberousse, à Jijel (Algérie).

Le RV MTA Oruç Reis est un navire océanographique turc lancé en 2015, appartenant à la Direction générale de la recherche et de l'exploration minérales d'Ankara.
Dans le manga One Piece, le nom du pirate Urouge est directement inspiré de Barbarossa.
Il est incarné par Dali Benssalah dans le film La Dernière Reine (2023).
Son surnom « Barberousse » pourrait aussi venir de sa barbe, car épaisse et très rousse.